# ناتالی گلد
ناتالی گلد (انگلیسی: Natalie Gold) بازیگر اهل ایالات متحده آمریکا است.
از فیلم‌ها یا برنامه‌های تلویزیونی که وی در آن نقش داشته‌است می‌توان به همسر خوب، بین‌المللی، عشق و داروهای دیگر، پیش از آنکه شیطان بفهمد مرده‌ای، بردمن، بازماندگان، سرزمین عادات ثابت و زیبایی موازی اشاره کرد.